# Flughafen Guiyang

i7
i11
i13
Der Guiyang Longdongbao International Airport (chinesisch 贵阳龙洞堡国际机场, IATA-Code: KWE, ICAO-Code: ZUGY) ist der Flughafen der Stadt Guiyang im Süden Chinas und wurde am 28. Mai 1997 eröffnet. Der Flughafen dient den Fluglinien China Express Airlines und China Southern Airlines als Basis; zahlreiche weitere Fluggesellschaften fliegen den Flughafen überwiegend im Inlandsverkehr an.

## Verkehrsstatistik
| Jahr | Passagiere | Passagiere | Fracht | Fracht      | Flugbewegungen | Flugbewegungen |
| Jahr | Rang       | absolut    | Rang   | Fracht in t | Rang           | absolut        |
| ---- | ---------- | ---------- | ------ | ----------- | -------------- | -------------- |
| 2000 | 25         | 01.389.477 | 30     | 14.312,3    | 24             | 21.286         |
| 2001 | 24         | 01.529.857 | 29     | 17.110,6    | 26             | 21.986         |
| 2002 | 24         | 01.748.848 | 28     | 23.308,3    | 24             | 25.040         |
| 2003 | 23         | 01.976.768 | 26     | 24.106,0    | 24             | 25.972         |
| 2004 | 23         | 02.719.799 | 24     | 30.018,9    | 23             | 32.482         |
| 2005 | 23         | 03.125.390 | 25     | 33.311,0    | 25             | 35.318         |
| 2006 | 24         | 03.717.999 | 24     | 39.713,1    | 24             | 43.205         |
| 2007 | 25         | 04.248.005 | 25     | 39.730,0    | 23             | 47.685         |
| 2008 | 26         | 04.324.085 | 25     | 41.967,9    | 27             | 46,259         |
| 2009 | 25         | 05.687.652 | 25     | 51.619,0    | 26             | 57.354         |
| 2010 | 26         | 06.271.701 | 26     | 61.653,0    | 27             | 61.231         |
| 2011 | 25         | 07.339.228 | 25     | 69.130,3    | 27             | 67.759         |
| 2012 | 23         | 08.764.034 | 25     | 79.586,5    | 27             | 77.173         |
| 2013 | 22         | 10.472.589 | 26     | 77.425,2    | 23             | 93.646         |